# Lista över brittiska hangarfartyg
Följande är en lista över brittiska hangarfartyg.

## Teckenförklaring
| Huvudartilleri | Antalet och typ av huvudartilleri                                              |
| Deplacement    | Deplacement fullastad                                                          |
| Framdrivning   | Antalet axlar, typ av framdrivningssystem/maskin och maxhastighet              |
| Tjänstgöring   | Datumet då arbetet påbörjades och avslutades på fartyget och dess slutliga öde |
| Kölsträckt     | Datumet då kölen började monteras                                              |
| I tjänst       | Datumet då fartyget togs i tjänst                                              |

## Hangarfartyg

### Argus-klass

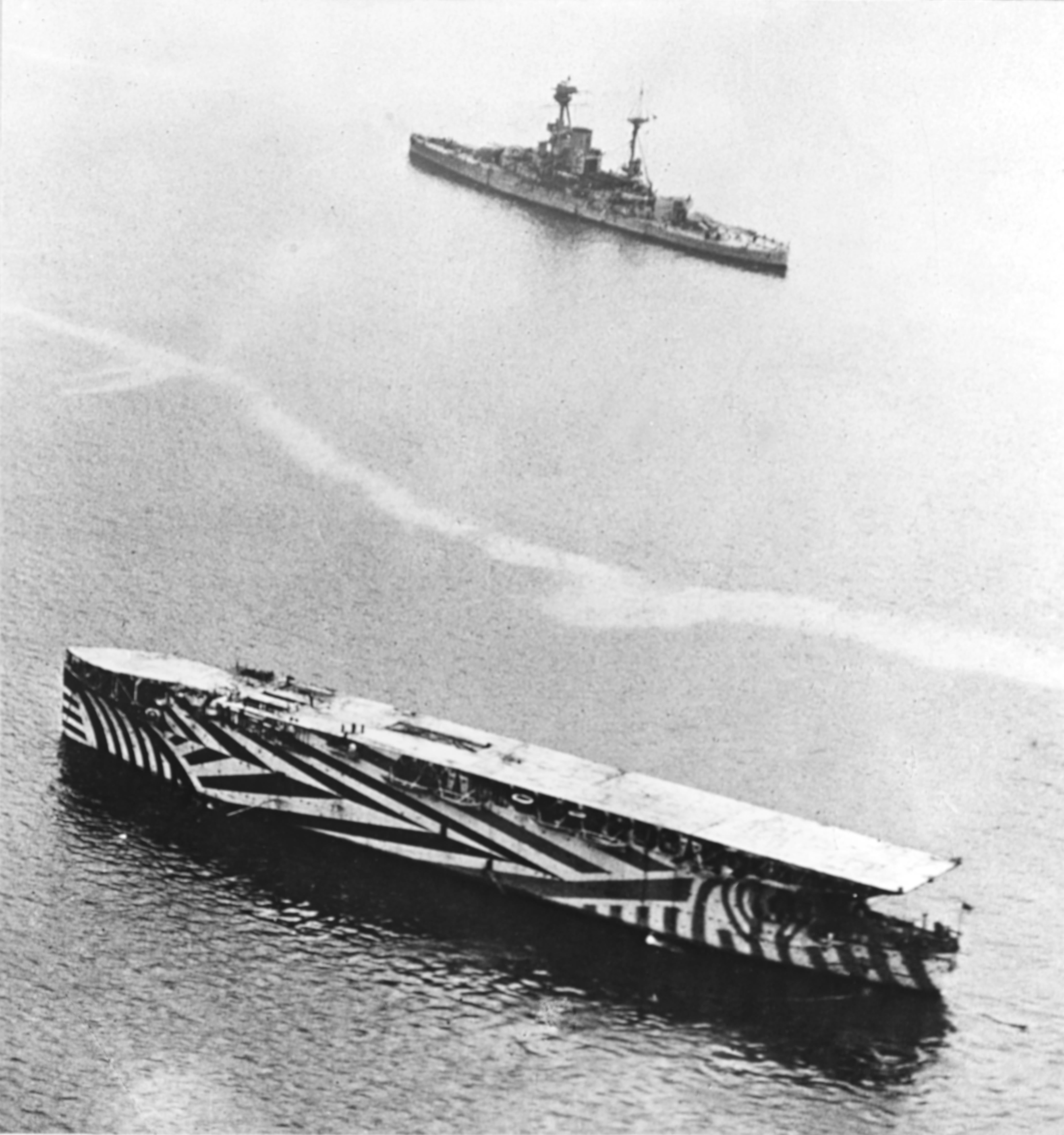
HMS Argus, 1918.

| Fartyg    | Flygplan | Deplacement                 | Framdrivning                                                 | Tjänstgöring | Tjänstgöring     | Tjänstgöring            |
| Fartyg    | Flygplan | Deplacement                 | Framdrivning                                                 | Kölsträckt   | I tjänst         | Öde                     |
| --------- | -------- | --------------------------- | ------------------------------------------------------------ | ------------ | ---------------- | ----------------------- |
| HMS Argus | 18       | 15 775 long tons (16 028 t) | 12 cylindriska pannor; fyra växlande Parsonturbiner, 4 axlar | 1914         | 6 september 1918 | Såld för skrotning 1946 |

### Courageous-klass

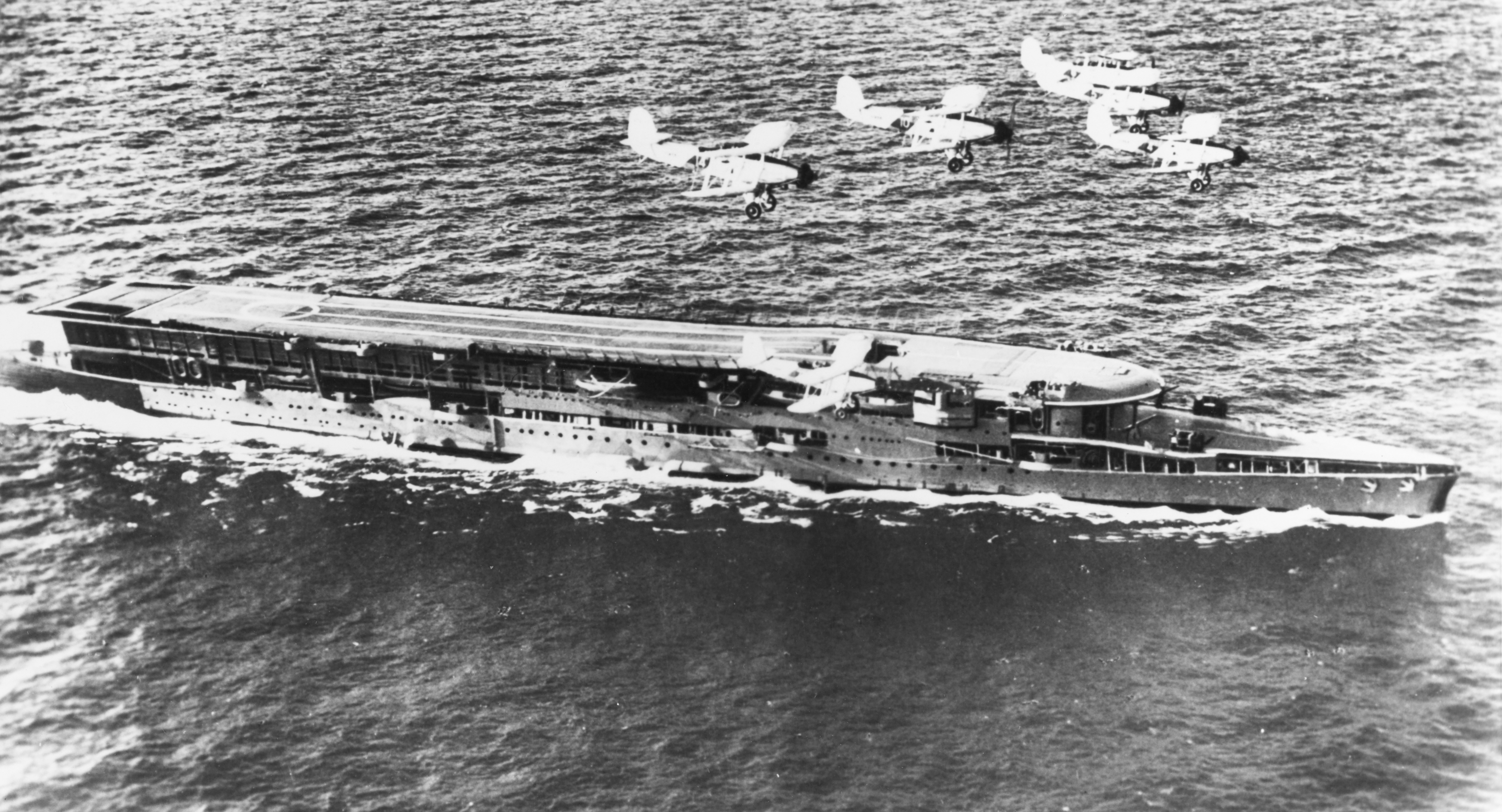
HMS Furious.

Tre fartyg som konverterades från slagkryssare av Courageous-klass byggda under första världskriget.
| Fartyg         | Flygplan | Deplacement                 | Framdrivning                                                              | Tjänstgöring | Tjänstgöring | Tjänstgöring                                   |
| Fartyg         | Flygplan | Deplacement                 | Framdrivning                                                              | Kölsträckt   | I tjänst     | Öde                                            |
| -------------- | -------- | --------------------------- | ------------------------------------------------------------------------- | ------------ | ------------ | ---------------------------------------------- |
| HMS Glorious   | 48       | 27 419 long tons (27 859 t) | 18 Yarrow (small-tube) ångpannor, 4 axlar, växlande Parsonturbiner        | 1 maj 1915   | januari 1917 | Sänkt av Scharnhorst och Gneisenau 8 juni 1940 |
| HMS Courageous | 48       | 26 990 long tons (27 420 t) | 18 Yarrow (small-tube) ångpannor, 4 axlar, växlande Parsonturbiner        | 18 mars 1915 | januari 1917 | Sänkt av U-29, 17 september 1939               |
| HMS Furious    | 36       | 28 500 long tons (29 000 t) | 18 Yarrow (small-tube) ångpannor, 4 axlar, växlande Brown-Curtis-turbiner | 8 juni 1915  | maj 1932     | Såld för skrotning 1948                        |

### Eagle-klass

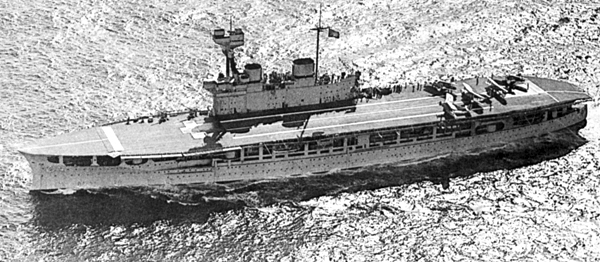
HMS Eagle.

| Fartyg    | Flygplan | Deplacement                 | Framdrivning                                      | Tjänstgöring     | Tjänstgöring     | Tjänstgöring                                 |
| Fartyg    | Flygplan | Deplacement                 | Framdrivning                                      | Kölsträckt       | I tjänst         | Öde                                          |
| --------- | -------- | --------------------------- | ------------------------------------------------- | ---------------- | ---------------- | -------------------------------------------- |
| HMS Eagle | 21       | 26 000 long tons (26 000 t) | 32 Yarrowpannor, 4 axlar, växlande Parsonturbiner | 20 februari 1913 | 26 februari 1924 | Torpederad och sänkt 11 augusti 1942 av U-73 |

### Hermes-klass

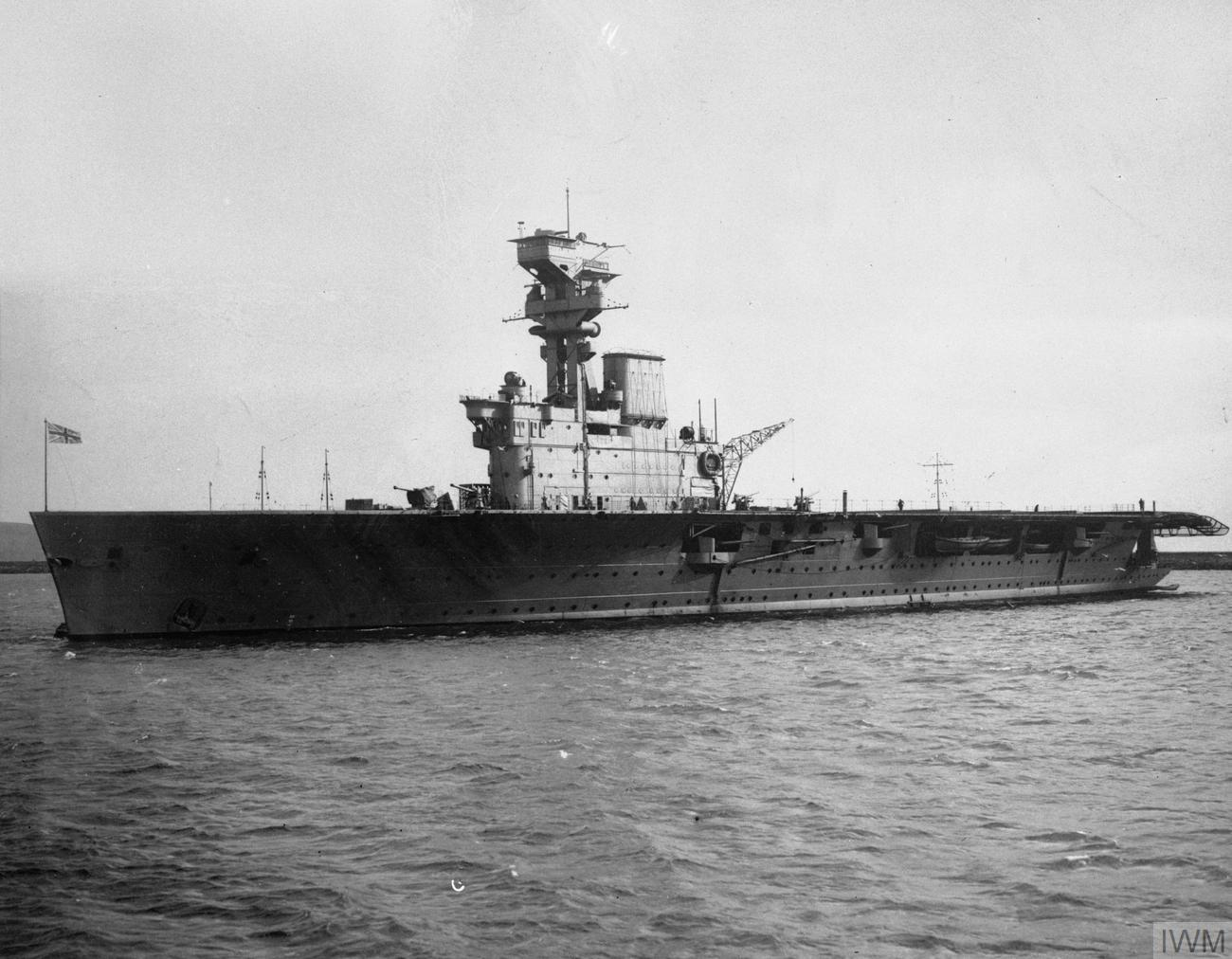
HMS Hermes August 1938.

| Fartyg     | Flygplan | Deplacement                 | Framdrivning                                                      | Tjänstgöring    | Tjänstgöring   | Tjänstgöring                                                                        |
| Fartyg     | Flygplan | Deplacement                 | Framdrivning                                                      | Kölsträckt      | I tjänst       | Öde                                                                                 |
| ---------- | -------- | --------------------------- | ----------------------------------------------------------------- | --------------- | -------------- | ----------------------------------------------------------------------------------- |
| HMS Hermes | 20       | 13 000 long tons (13 000 t) | 6 Yarrow (small-tube) ångpannor, 2 axlar, växlande Parsonturbiner | 15 januari 1918 | september 1923 | Sänkt 9 april 1942 av japanskt flygplan från hangarfartygen Sōryū, Hiryū och Akagi. |

### Ark Royal-klass

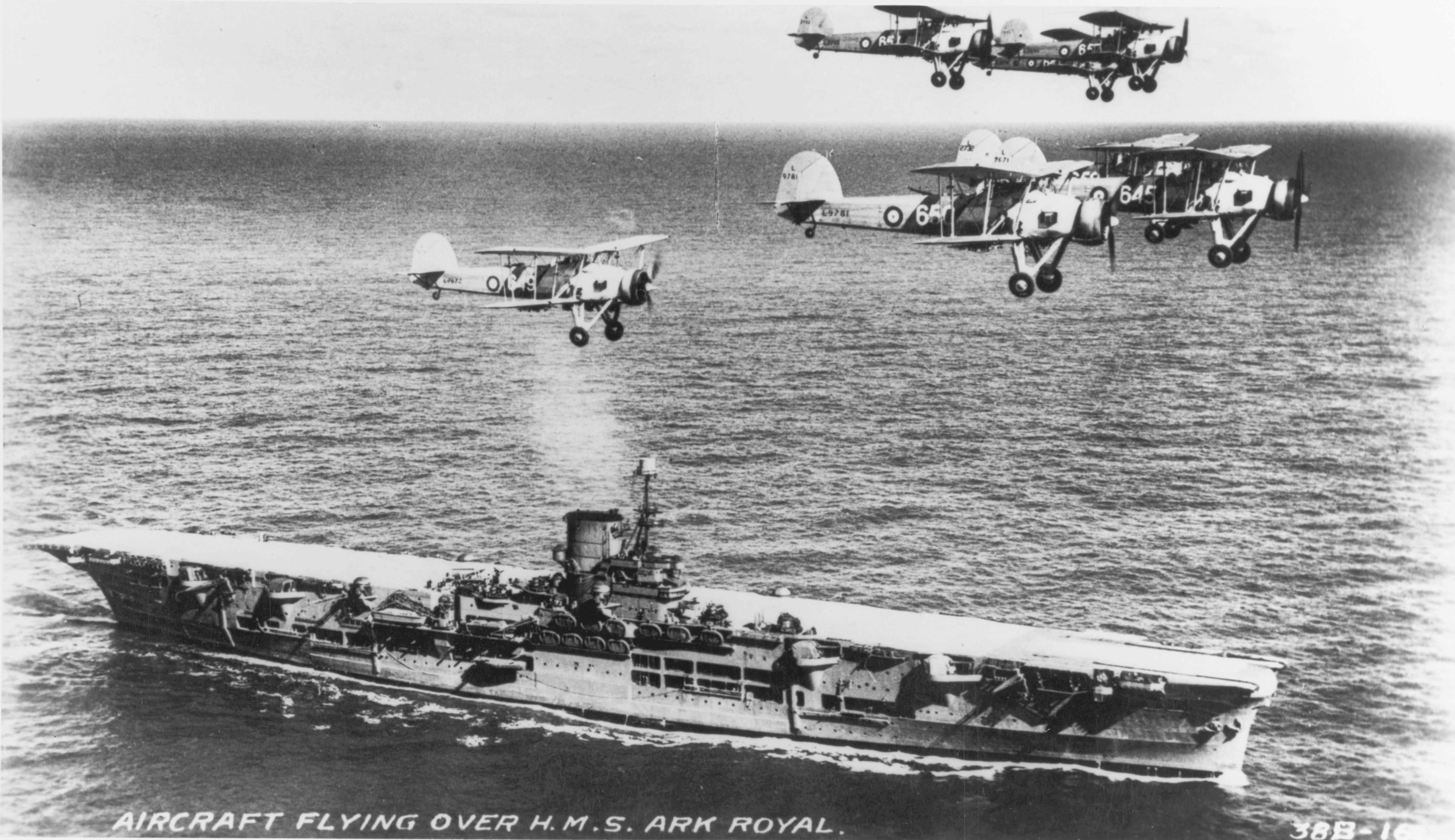
HMS Ark Royal år 1939, med Swordfish-plan ur 820 Naval Air Squadron passerande över.

| Fartyg        | Flygplan | Deplacement                 | Framdrivning                                                | Tjänstgöring      | Tjänstgöring     | Tjänstgöring                                                   |
| Fartyg        | Flygplan | Deplacement                 | Framdrivning                                                | Kölsträckt        | I tjänst         | Öde                                                            |
| ------------- | -------- | --------------------------- | ----------------------------------------------------------- | ----------------- | ---------------- | -------------------------------------------------------------- |
| HMS Ark Royal | 54       | 27 720 long tons (28 160 t) | 6 Admiralty 3-drum pannor, 3 axlar, växlande Parsonturbiner | 16 september 1935 | 16 december 1938 | Sänkt 14 november 1941 av tyska ubåten U-81 utanför Gibraltar. |

### Unicorn-klass

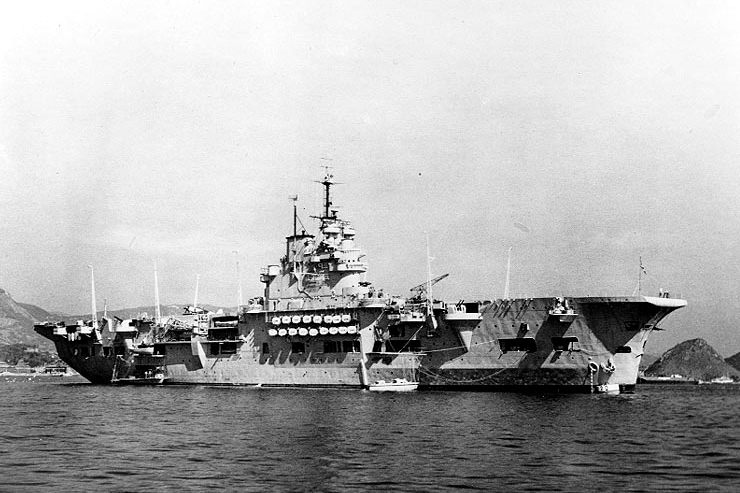
HMS Unicorn 1951.

| Fartyg      | Flygplan | Deplacement                 | Framdrivning                                                  | Tjänstgöring | Tjänstgöring | Tjänstgöring            |
| Fartyg      | Flygplan | Deplacement                 | Framdrivning                                                  | Kölsträckt   | I tjänst     | Öde                     |
| ----------- | -------- | --------------------------- | ------------------------------------------------------------- | ------------ | ------------ | ----------------------- |
| HMS Unicorn | 35       | 20 300 long tons (20 600 t) | 4 Admiralty 3-drum pannor, 4 axlar, 4 växlande Parsonturbiner | 26 juni 1939 | 12 mars 1943 | Såld för skrotning 1960 |

### Illustrious-klass

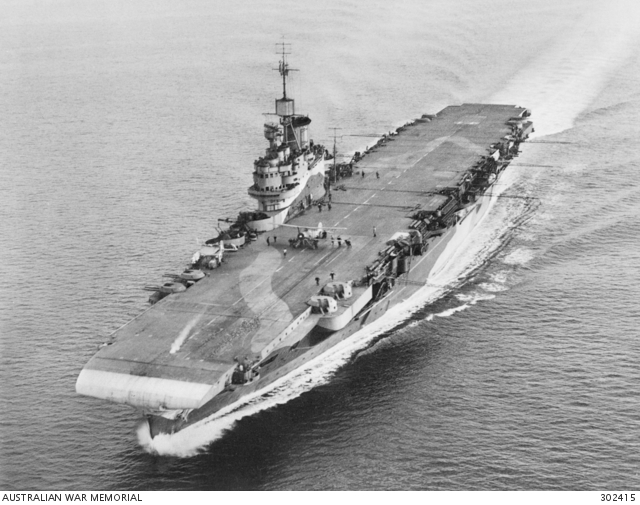
HMS Illustrious.

| Fartyg          | Flygplan | Deplacement                 | Framdrivning                                                | Tjänstgöring     | Tjänstgöring     | Tjänstgöring            |
| Fartyg          | Flygplan | Deplacement                 | Framdrivning                                                | Kölsträckt       | I tjänst         | Öde                     |
| --------------- | -------- | --------------------------- | ----------------------------------------------------------- | ---------------- | ---------------- | ----------------------- |
| HMS Illustrious | 36       | 30 530 long tons (31 020 t) | 6 Admiralty 3-drum pannor, 3 axlar, växlande Parsonturbiner | 27 april 1937    | 25 maj 1940      | Såld för skrotning      |
| HMS Formidable  | 40       | 30 530 long tons (31 020 t) | 6 Admiralty 3-drum pannor, 3 axlar, växlande Parsonturbiner | 17 juni 1937     | 24 november 1940 | Såld för skrotning 1956 |
| HMS Victorious  | 36       | 30 530 long tons (31 020 t) | 6 Admiralty 3-drum pannor, 3 axlar, växlande Parsonturbiner | 4 maj 1937       | 14 maj 1941      | Såld för skrotning 1969 |
| HMS Indomitable | 45       | 30 530 long tons (31 020 t) | 6 Admiralty 3-drum pannor, 3 axlar, växlande Parsonturbiner | 10 november 1937 | 10 oktober 1941  | Såld för skrotning 1955 |

### Implacable-klass

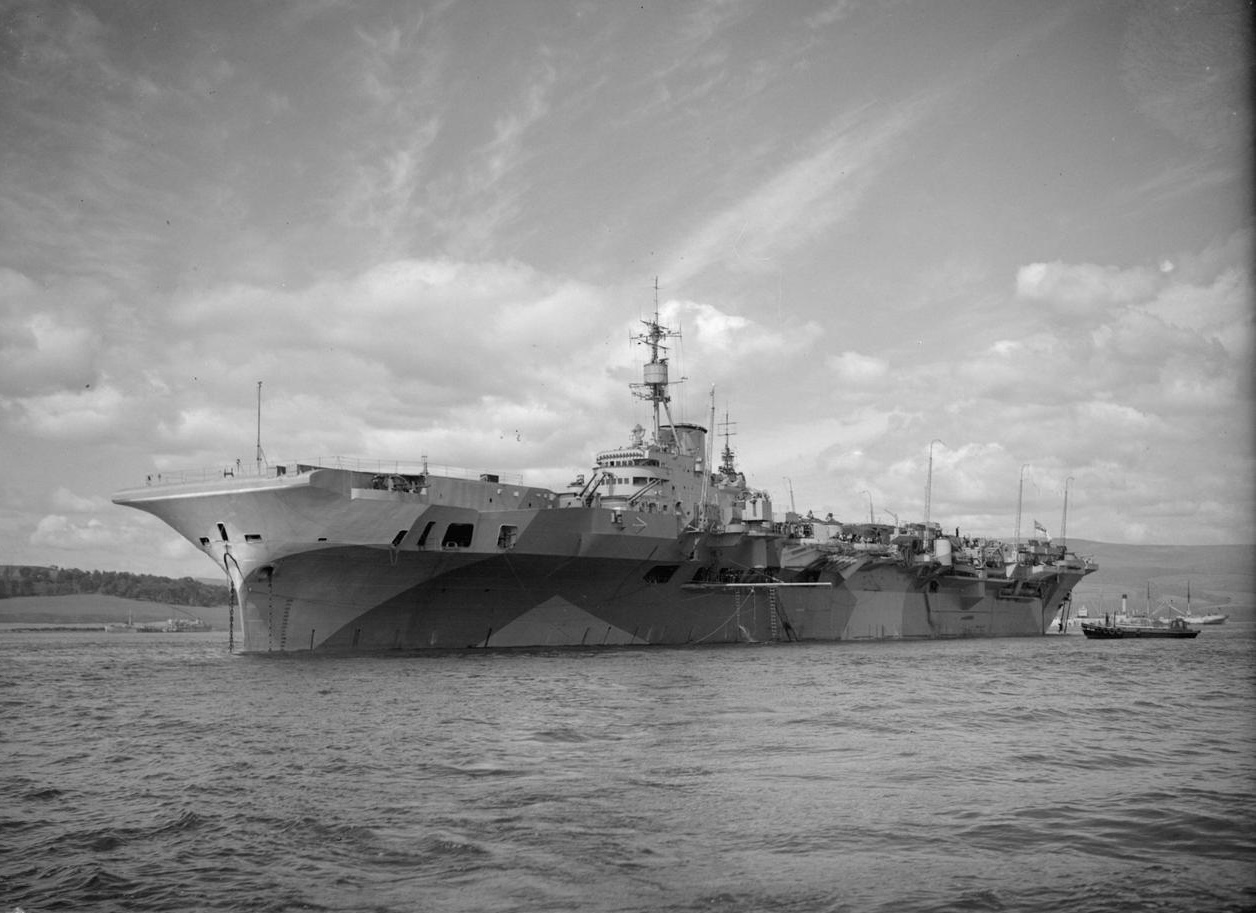
HMS Implacable 1944.

| Fartyg            | Flygplan | Deplacement                 | Framdrivning                                                | Tjänstgöring     | Tjänstgöring    | Tjänstgöring                       |
| Fartyg            | Flygplan | Deplacement                 | Framdrivning                                                | Kölsträckt       | I tjänst        | Öde                                |
| ----------------- | -------- | --------------------------- | ----------------------------------------------------------- | ---------------- | --------------- | ---------------------------------- |
| HMS Implacable    | 54       | 32 624 long tons (33 148 t) | 8 Admiralty 3-drum pannor, 4 axlar, växlande Parsonturbiner | 21 februari 1939 | 28 augusti 1944 | Såld för skrotning 1955            |
| HMS Indefatigable | 54       | 32 624 long tons (33 148 t) | 8 Admiralty 3-drum pannor, 4 axlar, växlande Parsonturbiner | 3 november 1939  | 3 maj 1944      | Såld för skrotning i november 1956 |

### Colossus-klass

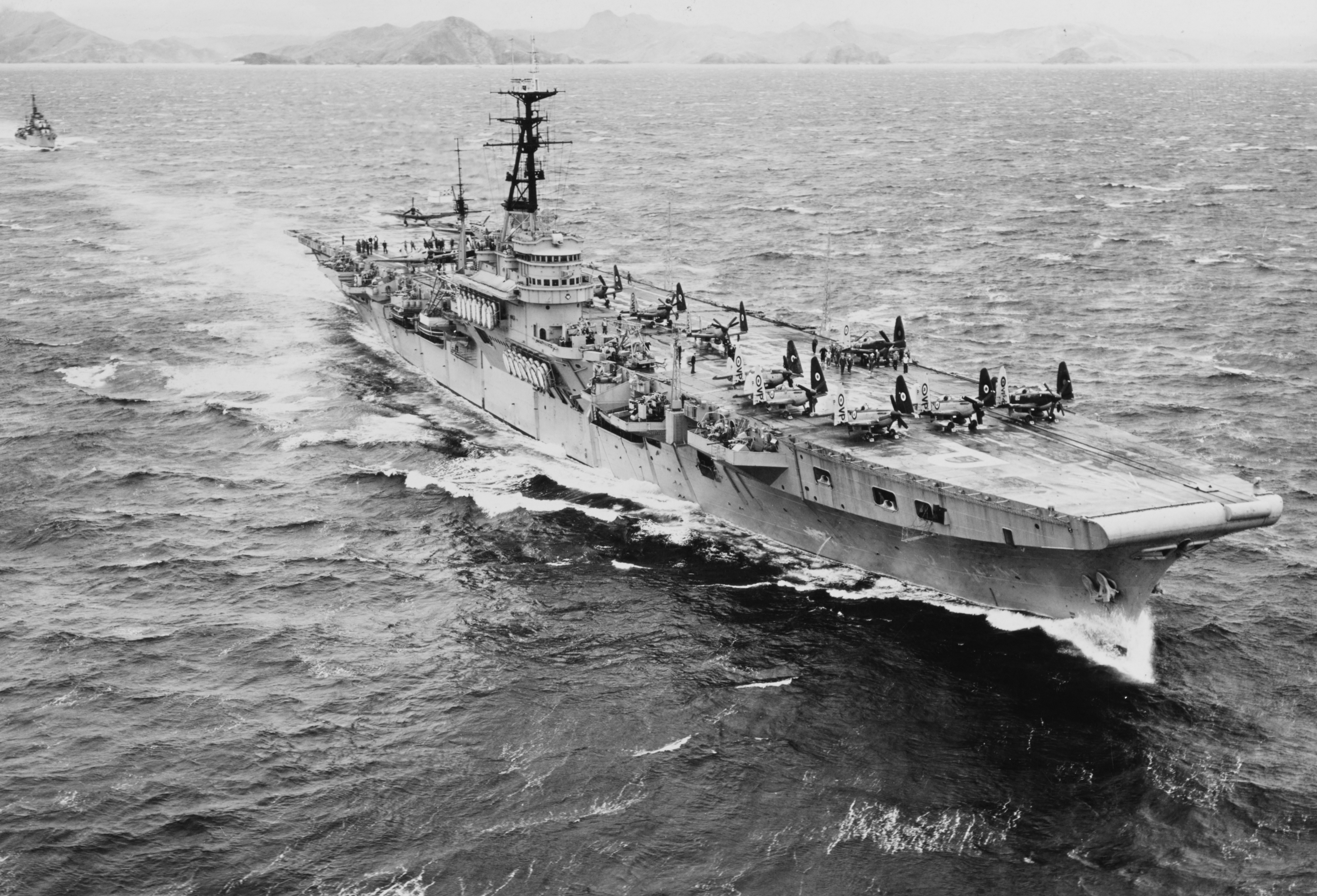
HMS Triumph 1950.

| Fartyg        | Flygplan | Deplacement                 | Framdrivning                                                | Tjänstgöring     | Tjänstgöring     | Tjänstgöring |
| Fartyg        | Flygplan | Deplacement                 | Framdrivning                                                | Kölsträckt       | I tjänst         | Öde |
| ------------- | -------- | --------------------------- | ----------------------------------------------------------- | ---------------- | ---------------- | --- |
| HMS Colossus  | 48       | 18 330 long tons (18 620 t) | 4 Admiralty 3-drum pannor, 2 axlar, växlande Parsonturbiner | 1 juni 1942      | 16 december 1944 | Utlånad till Frankrike som Arromanches från augusti 1946, sen såld till Frankrike 1951 |
| HMS Glory     | 48       | 18 330 long tons (18 620 t) | 4 Admiralty 3-drum pannor, 2 axlar, växlande Parsonturbiner | 27 augusti 1942  | 2 april 1945     | Skrotad 1961 |
| HMS Ocean     | 48       | 18 330 long tons (18 620 t) | 4 Admiralty 3-drum pannor, 2 axlar, växlande Parsonturbiner | 8 november 1942  | 8 augusti 1945   | Skrotad 1962 |
| HMS Theseus   | 48       | 18 330 long tons (18 620 t) | 4 Admiralty 3-drum pannor, 2 axlar, växlande Parsonturbiner | 6 januari 1943   | 9 februari 1946  | Skrotad 1962 |
| HMS Triumph   | 48       | 18 330 long tons (18 620 t) | 4 Admiralty 3-drum pannor, 2 axlar, växlande Parsonturbiner | 27 januari 1943  | 9 maj 1946       | Skrotad i Spanien 1981 |
| HMS Venerable | 48       | 18 330 long tons (18 620 t) | 4 Admiralty 3-drum pannor, 2 axlar, växlande Parsonturbiner | 3 december 1942  | 17 januari 1945  | Såld till Nederländerna 1948 och omdöpt till Karel Doorman II, sen såld till Argentina 1968 som Veinticinco de Mayo                                                                        |
| HMS Vengeance | 48       | 18 330 long tons (18 620 t) | 4 Admiralty 3-drum pannor, 2 axlar, växlande Parsonturbiner | 16 november 1942 | 15 januari 1945  | Överförd till australiska flottan från 1953 till augusti 1955. Såld till Brasilien som Minas Gerais i december 1956.                                                                       |
| HMS Warrior   | 48       | 18 330 long tons (18 620 t) | 4 Admiralty 3-drum pannor, 2 axlar, växlande Parsonturbiner | 12 december 1942 | november 1948    | Utlånad till kanadensiska flottan 1946-48 och togs inte i tjänst förrän november 1948. Återförd till Storbritannien 1956 och moderniserades. Såldes till Argentina som Independencia 1958. |
| HMS Perseus   | 48       | 18 330 long tons (18 620 t) | 4 Admiralty 3-drum pannor, 2 axlar, växlande Parsonturbiner | 1 juni 1942      | 19 oktober 1945  | Skrotad 1958 |
| HMS Pioneer   | 48       | 18 330 long tons (18 620 t) | 4 Admiralty 3-drum pannor, 2 axlar, växlande Parsonturbiner | 2 december 1942  | 8 februari 1945  | Skrotad 1954 |

### Majestic-klass

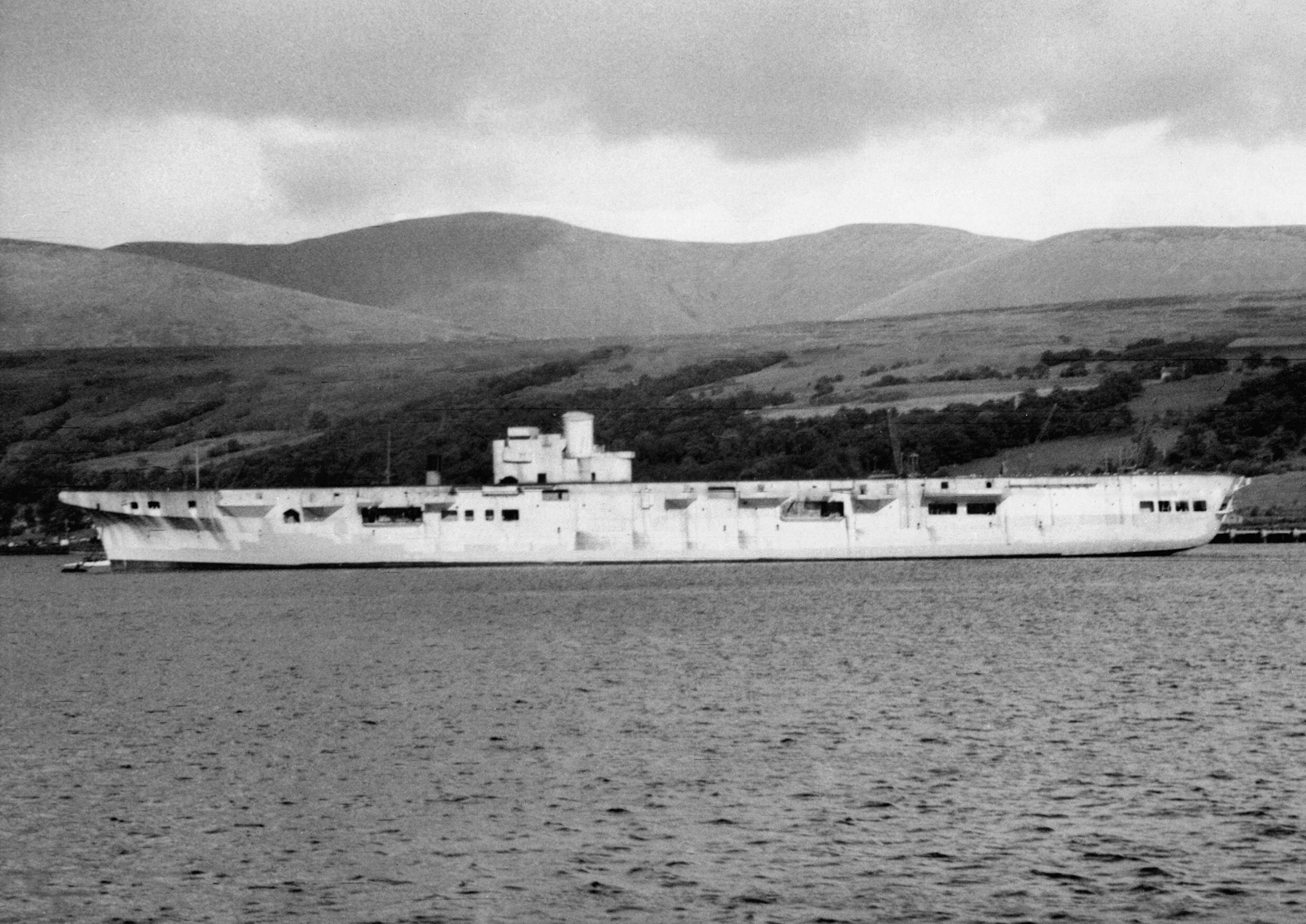
HMS Hercules.

| Fartyg          | Flygplan | Deplacement                 | Framdrivning                                                | Tjänstgöring     | Tjänstgöring    | Tjänstgöring |
| Fartyg          | Flygplan | Deplacement                 | Framdrivning                                                | Kölsträckt       | I tjänst        | Öde |
| --------------- | -------- | --------------------------- | ----------------------------------------------------------- | ---------------- | --------------- | --- |
| HMS Majestic    | 37       | 18 085 long tons (18 375 t) | 4 Admiralty 3-drum pannor, 2 axlar, växlande Parsonturbiner | 15 april 1943    | 28 oktober 1955 | Såld till Australien 1949 och färdigställdes 1955 till en modifierad design med vinklat flygdäck och namnändrad till HMAS Melbourne.           |
| HMS Hercules    | 37       | 18 085 long tons (18 375 t) | 4 Admiralty 3-drum pannor, 2 axlar, växlande Parsonturbiner | oktober 1943     |                 | Kösträckt för köp av Indien i januari 1957, omdöpt INS Vikrant                                                                                 |
| HMS Leviathan   | 37       | 18 085 long tons (18 375 t) | 4 Admiralty 3-drum pannor, 2 axlar, växlande Parsonturbiner | oktober 1943     |                 | Aldrig färdigställd, skrotad 1968 |
| HMS Magnificent | 37       | 18 085 long tons (18 375 t) | 4 Admiralty 3-drum pannor, 2 axlar, växlande Parsonturbiner | juli 1943        |                 | Utlånad till kanadensiska flottan vid färdigställandet 1948. Tagen i tjänst i mars 1948, återförd till Royal Navy 1957 och skrotad 1965        |
| HMS Powerful    |          | 18 985 long tons (19 290 t) | 4 Admiralty 3-drum pannor, 2 axlar, växlande Parsonturbiner | november 1943    |                 | Såld till Kanada den 23 april 1952, sedan färdigställd till en modifierad design med ett vinklat flygdäck och namnändrad till HMCS Bonaventure |
| HMS Terrible    | 37       | 18 085 long tons (18 375 t) | 4 Admiralty 3-drum pannor, 2 axlar, växlande Parsonturbiner | 19 november 1943 |                 | Överförd till australiska flottan som HMAS Sydney 1948.                                                                                        |

### Audacious-klass

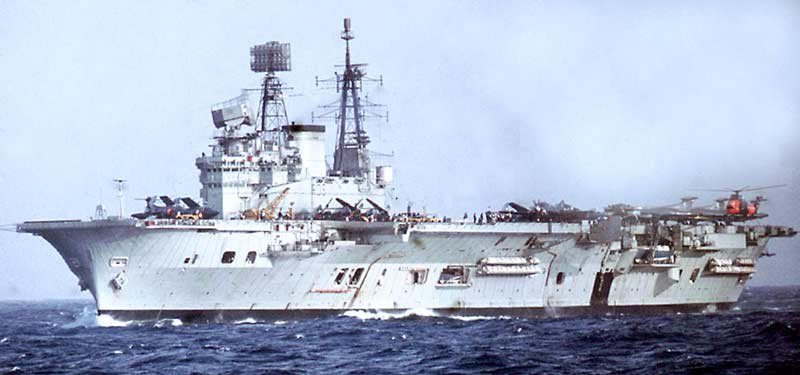
HMS Eagle.

| Fartyg                          | Flygplan | Deplacement                 | Framdrivning                                                     | Tjänstgöring    | Tjänstgöring     | Tjänstgöring            |
| Fartyg                          | Flygplan | Deplacement                 | Framdrivning                                                     | Kölsträckt      | I tjänst         | Öde                     |
| ------------------------------- | -------- | --------------------------- | ---------------------------------------------------------------- | --------------- | ---------------- | ----------------------- |
| HMS Eagle f.d.-Audacious        | 60+      | 49 950 long tons (50 750 t) | 8 Admiralty 3-drum pannor, 4 axlar, växlande Parsons SR-turbiner | 24 oktober 1942 | 5 oktober 1951   | Såld för skrotning 1978 |
| HMS Ark Royal f.d.-Irresistable | 50       | 53 950 long tons (54 820 t) | 8 Admiralty 3-drum pannor, 4 axlar, växlande Parsons SR-turbiner | 3 maj 1943      | 25 februari 1955 | Såld för skrotning 1980 |
| HMS Eagle                       |          |                             |                                                                  |                 |                  | Avbeställd              |
| HMS Africa                      |          |                             |                                                                  |                 |                  | Avbeställd              |

### Centaur-klass

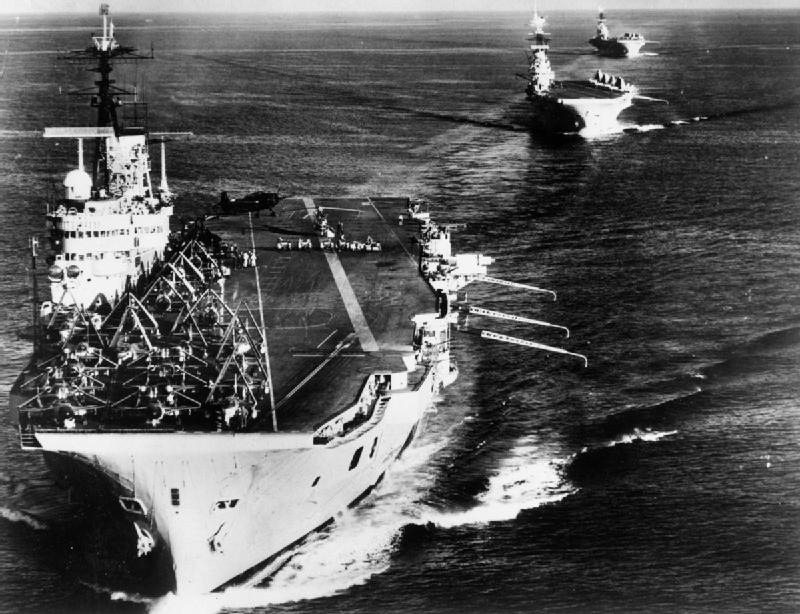
HMS Eagle, HMS Bulwark och HMS Albion under Suezkrisen.

| Fartyg                   | Flygplan | Deplacement                 | Framdrivning                                                | Tjänstgöring | Tjänstgöring     | Tjänstgöring                                     |
| Fartyg                   | Flygplan | Deplacement                 | Framdrivning                                                | Kölsträckt   | I tjänst         | Öde                                              |
| ------------------------ | -------- | --------------------------- | ----------------------------------------------------------- | ------------ | ---------------- | ------------------------------------------------ |
| HMS Centaur              | 42       | 26 200 long tons (26 600 t) | 4 Admiralty 3-drum pannor, 2 axlar, växlande Parsonturbiner | 30 maj 1944  | 1 september 1953 | Skrotad 1972                                     |
| HMS Albion               | 42       | 27 800 long tons (28 200 t) | 4 Admiralty 3-drum pannor, 2 axlar, växlande Parsonturbiner | 23 mars 1944 | maj 1954         | Skrotad i november 1973                          |
| HMS Bulwark              | 42       | 26 200 long tons (26 600 t) | 4 Admiralty 3-drum pannor, 2 axlar, växlande Parsonturbiner | 10 maj 1945  | 29 oktober 1954  | Skrotad i april 1984                             |
| HMS Hermes f.d.-Elephant | 42       | 27 800 long tons (28 200 t) | 4 Admiralty 3-drum pannor, 2 axlar, växlande Parsonturbiner | 21 juni 1944 | november 1959    | Såld till Indien i april 1986, omdöpt INS Viraat |
| HMS Hermes               |          |                             |                                                             |              |                  | Avbeställd                                       |
| HMS Arrogant             |          |                             |                                                             |              |                  | Avbeställd                                       |
| HMS Monmouth             |          |                             |                                                             |              |                  | Avbeställd                                       |
| HMS Polyphemus           |          |                             |                                                             |              |                  | Avbeställd                                       |

### Malta-klass
| Fartyg          | Flygplan | Deplacement                 | Framdrivning                             | Tjänstgöring | Tjänstgöring | Tjänstgöring |
| Fartyg          | Flygplan | Deplacement                 | Framdrivning                             | Kölsträckt   | I tjänst     | Öde          |
| --------------- | -------- | --------------------------- | ---------------------------------------- | ------------ | ------------ | ------------ |
| HMS Malta       | 80       | 56 800 long tons (57 700 t) | 4 eller 5 x axlar Ångturbiner 8 x pannor |              |              | Avbeställd   |
| HMS New Zealand | 80       | 56 800 long tons (57 700 t) | 4 eller 5 x axlar Ångturbiner 8 x pannor |              |              | Avbeställd   |
| HMS Gibraltar   | 80       | 56 800 long tons (57 700 t) | 4 eller 5 x axlar Ångturbiner 8 x pannor |              |              | Avbeställd   |
| HMS Africa      | 80       | 56 800 long tons (57 700 t) | 4 eller 5 x axlar Ångturbiner 8 x pannor |              |              | Avbeställd   |

### Queen Elizabeth-klass (CVA-01)
| Fartyg                             | Flygplan | Deplacement                 | Framdrivning                      | Tjänstgöring | Tjänstgöring | Tjänstgöring    |
| Fartyg                             | Flygplan | Deplacement                 | Framdrivning                      | Kölsträckt   | I tjänst     | Öde             |
| ---------------------------------- | -------- | --------------------------- | --------------------------------- | ------------ | ------------ | --------------- |
| HMS Queen Elizabeth (möjligtvis)   | 50       | 54 500 long tons (55 400 t) | 3 x axlar Parsonturbiner 6 pannor |              |              | Avbeställd 1966 |
| HMS Duke of Edinburgh (möjligtvis) | 50       | 54 500 long tons (55 400 t) | 3 x axlar Parsonturbiner 6 pannor |              |              | Avbeställd 1966 |

### Invincible-klass

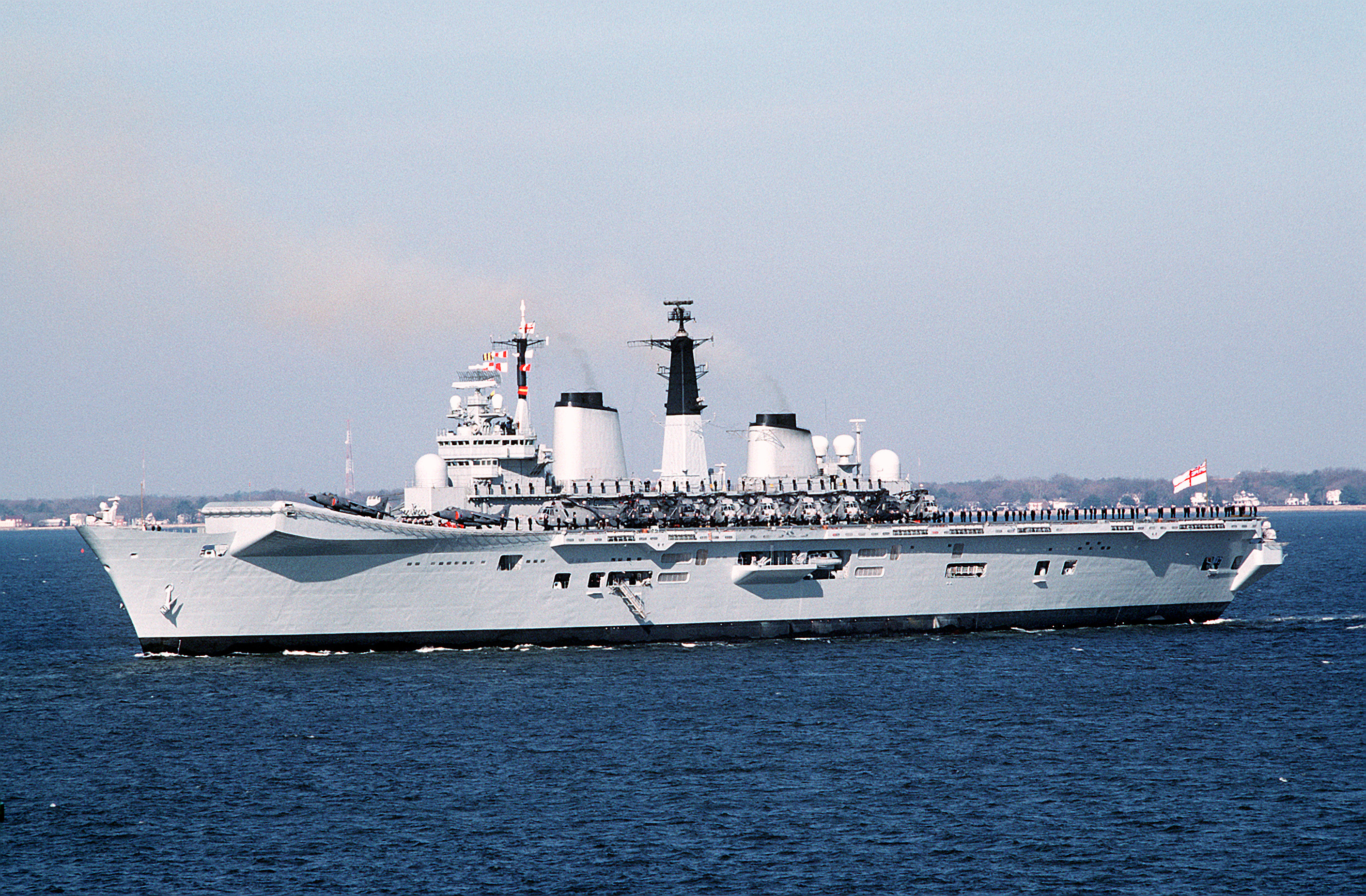
HMS Invincible.

| Fartyg                         | Flygplan | Deplacement                 | Framdrivning                               | Tjänstgöring  | Tjänstgöring | Tjänstgöring                            |
| Fartyg                         | Flygplan | Deplacement                 | Framdrivning                               | Kölsträckt    | I tjänst     | Öde                                     |
| ------------------------------ | -------- | --------------------------- | ------------------------------------------ | ------------- | ------------ | --------------------------------------- |
| HMS Invincible                 | 20       | 22 000 long tons (22 000 t) | 4 Olympus-gasturbinmaskiner COGAG, 2 axlar | juli 1973     | juli 1980    | Såld för skrotning 2010                 |
| HMS Illustrious                | 20       | 22 000 long tons (22 000 t) | 4 Olympus-gasturbinmaskiner COGAG, 2 axlar | oktober 1976  | juni 1982    | I tjänst som ett helikopterhangarfartyg |
| HMS Ark Royal f.d.-Indomitable | 20       | 20 000 long tons (20 000 t) | 4 Olympus-gasturbinmaskiner COGAG, 2 axlar | december 1978 | 1 juli 1985  | Utrangerad mars 2011                    |

### Queen Elizabeth-klass

Skiss av Queen Elizabeth-klassen, varav två är under uppbyggnad för Royal Navy.

| Fartyg              | Flygplan | Deplacement                 | Framdrivning                     | Tjänstgöring | Tjänstgöring   | Tjänstgöring |
| Fartyg              | Flygplan | Deplacement                 | Framdrivning                     | Kölsträckt   | I tjänst       | Öde          |
| ------------------- | -------- | --------------------------- | -------------------------------- | ------------ | -------------- | ------------ |
| HMS Queen Elizabeth | 40       | 65 000 long tons (66 000 t) | 2 x Rolls-Royce MT30-gasturbiner | 7 juli 2009  | Förväntad 2016 |              |
| HMS Prince of Wales | 40       | 65 000 long tons (66 000 t) | 2 x Rolls-Royce MT30-gasturbiner | 26 maj 2011  | Förväntad 2018 |              |